# Celoma secondario
Il celoma secondario è l'area compresa tra due delle principali componenti dell'embrione, i cosiddetti "foglietti" (chiamati somatopleura e splancnopleura). Queste strutture sono visibili e delineate in una particolare fase dello sviluppo dell'embrione denominata "gastrula". 
Nell'organismo sviluppato il celoma secondario diventa una cavità piena di liquido sieroso, che prende nomi diversi a seconda della topografia: attorno al cuore abbiamo la cavità sierosa pericardica, attorno ai polmoni quella pleurica e nell'addome quella peritoneale. I foglietti embrionali, che abbiamo chiamato somatopleura e splancnopleura, vanno quindi a costituire i rivestimenti rispettivamente esterno e interno (formati da un particolare tessuto chiamato mesotelio) del pericardio, delle pleure e del peritoneo. Il liquido interposto fa da fluidificante per i movimenti che queste strutture hanno il compito di favorire e addolcire.